# Criorhina tricolor
Criorhina tricolor är en tvåvingeart som beskrevs av Daniel William Coquillett 1900. Criorhina tricolor ingår i släktet pälsblomflugor, och familjen blomflugor. Inga underarter finns listade i Catalogue of Life.